# طومي ويست (مغني)
طومي ويست (بالإنجليزية: Tommy West)‏ هو عازف بيانو ومغني ومنتج أسطوانات ومغن مؤلف أمريكي، ولد في 17 أغسطس 1942.